# Ágii Apóstoli (Attique)
Ágii Apóstoli (grec moderne : Άγιοι Απόστολοι) est une localité située dans le dème d'Oropós, dans le district régional d'Attique de l'Est, dans la périphérie d'Attique, en Grèce.
Selon le recensement de 2021, elle compte 2 702 habitants.